# دزد خوب (فیلم)
دزد خوب (انگلیسی: The Good Thief) فیلمی در ژانر سرقت، درام و جنایی به کارگردانی نیل جوردن است که در سال ۲۰۰۲ منتشر شد.

## خلاصه
یک قمارباز سالخورده، تصمیم می گیرد به یک کایزینو در مونت کارلو دستبرد بزند. اما یک نفر پیش از آنکه او حتی حرکتی بکند به پلیس خبر داده است و...

## بازیگران
- نیک نولتی
- چکی کاریو
- سعید تغماوی
- امیر کوستوریتسا
- مارک لاووآن
- ژرار دارمون